# 国場幸一郎
国場 幸一郎 (こくば こういちろう、1932年11月11日 - 2019年4月11日）は、沖縄県国頭村生まれの國場組代表取締役会長、国建、ムーンビーチ、ザ・テラスホテルズ社長、宜野座リゾート開発社長、沖縄観光コンベンションビューロー理事、沖縄建設業協会会長。沖縄県日中友好協会会長など歴任。父は國場幸吉、また国場組の創設者、國場幸太郎は叔父にあたる。また自民党の衆議院議員国場幸之助にとっては伯父にあたる。

## 人物
1932年、国頭村に生まれる。沖縄戦当時は宮崎県へ疎開し、米軍統治下で封鎖された沖縄に密航によって帰郷した。石川高等学校、沖縄工業高校建築科、九州大学教養学部を経て、早稲田大学第一理工学部建築科、同大学院工学研究科で建築を学ぶ。
1958年4月、25歳の時、父と伯父の強い勧めで沖縄に帰郷し國場組に入社。直ちに名護市辺野古（久志村）の辺野古弾薬庫の「特殊倉庫施設工事」の現場副主任として送られる。当時を振り返り「辺野古のは、あれは普通の弾薬庫じゃないな。どうも特殊兵器ですね」と語っている。またキャンプ・ハンセンはすべて国場が請け負ったが、途中、人種差別的な米軍のインスペクター（現場管理者）と対立し、建設工事から外されたりした。
1959年、西原製糖工場の建設を機に、翌1960年、株式会社国建を設立する。
2003年、黄綬褒章を受章。2019年4月11日、肝細胞癌のため死去。
2020年11月13日、妻が民事で仲井眞弘多を訴え係争中であることが明らかとなる。妻の主張では、国場は1997年に仲井眞夫人にそれぞれ9000万円と2544万円、計1億1500万円を貸し、仲井眞本人がその連帯保証人となっているとして妻側は2018年に調停の申し立てを行った。しかし仲井眞は債務の存在を完全否定。さらには、三度の選挙を全面協力して尽力した国場に対し、仲井眞は他界するまでの6年半で2度しか病室に訪れなかったという。このような「裏切り」に、妻は2019年6月に提訴に至った。